# Lasioglossum fumidicaudum
Lasioglossum fumidicaudum is een vliesvleugelig insect uit de familie Halictidae. De wetenschappelijke naam van de soort is voor het eerst geldig gepubliceerd in 1914 door Cockerell.